# Александер Акоста
Рене Александер Акоста (англ. Rene Alexander Acosta; нар. 16 січня 1969, Маямі, Флорида) — американський інвестор, Міністр праці США з 2017 по 2019 рр.

## Біографія
Народився в сім'ї кубинських іммігрантів. Вивчав економіку в Гарвардському університеті (1990 р.), отримав ступінь доктора права в Гарвардській школі права (1994 р.). З 1994 по 1995 рр. Акоста працював клерком Семюеля Аліто, тодішнього судді Апеляційного суду третього округу. Потім переїхав до Вашингтона для роботи в юридичній фірмі Kirkland & Ellis, де спеціалізувався на питаннях зайнятості та праці. Будучи у Вашингтоні викладав в Університеті Джорджа Мейсона трудове і цивільне право.
З 2001 по 2002 рр. він виконував обов'язки головного заступника помічника Генерального прокурора у відділі громадянських прав, з 2002 по 2003 рр. входив до Національної ради з питань трудових відносин.
З 2003 по 2005 рр. — помічник Генерального прокурора з питань громадянських прав.
У 2005 р. Акоста був призначений федеральним прокурором Південного округу штату Флорида.
З 2009 по 2017 рр. — декан Юридичного коледжу Флоридського міжнародного університету.
Одружений, має двох доньок.